# Ragnhild Hatton
Ragnhild Marie Hatton, (ur. 10 stycznia 1913 w Bergen jako Ragnhild Hanssen, zm. 16 maja 1995 w Londynie) – brytyjska historyk norweskiego pochodzenia. Wykładała historię powszechną w London School of Economics i uchodziła za jeden z największych autorytetów w zakresie dziejów polityki i dyplomacji XVII i XVIII wieku.

## Niektóre książki
- Diplomatic relations between Great Britain and the Dutch Republic, 1714-1721. Anglo-Netherlands Society by East & West Ltd, 1950.
- Charles XII of Sweden. London: Weidenfeld and Nicolson, 1968.
- Europe in the age of Louis XIV. London: Thames and Hudson, 1969.
- Studies in diplomatic history: essays in memory of David Bayne Horn, red. Ragnhild Hatton, M. S. Anderson. Harlow: Longmans, 1970.
- Louis XIV and his world. London: Thames and Hudson, 1972.
- George I: elector and king. London: Thames and Hudson, 1978.
- Karl XII av Sverige, tłum z ang.: Claes Gripenberg oi John Rumenius. Köping: Lindfors, 1985.